# 国道101号
国道101号（こくどう101ごう）は、青森県青森市から秋田県秋田市に至る一般国道である。

## 概要

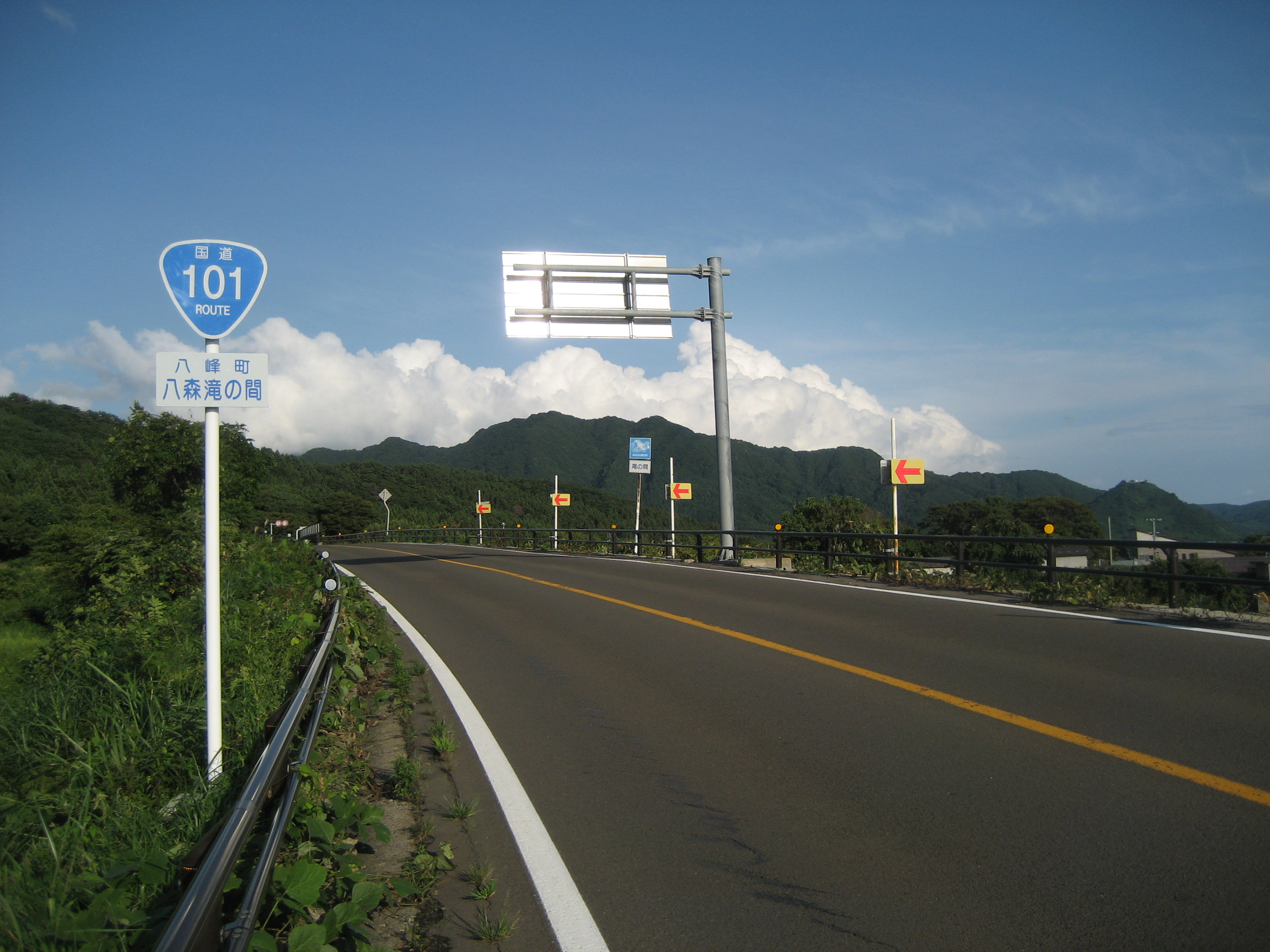
秋田県山本郡八峰町

青森県から秋田県にかけての日本海に面する西海岸を走る一般国道で、途中で国道7号と重複や並走をしている。同様に青森 - 秋田間のルートを結び、内陸側を通る国道7号に対し、本路線では日本海側を経由する。能代市以北はサンセット道路、日本海を臨む海岸道路として人気がある。
道路に沿ってJR東日本五能線が並走し、沿道に黄金崎不老不死温泉や世界遺産に登録された青森・秋田県境にまたがる白神山地がある。白神山地が世界遺産に登録されて以後は、観光バスの増加で交通量が増えている。

### 路線データ
一般国道の路線を指定する政令に基づく起終点および重要な経過地は次のとおり。
- 起点：青森市（青森市長島二丁目12番2、青い森公園前 = 国道4号・国道7号・国道45号終点）
- 終点：秋田市（秋田市八橋南二丁目64番6、臨海十字路交差点 = 国道7号交点、国道13号・国道46号・国道285号終点）
- 重要な経過地：青森県南津軽郡浪岡町[注釈 2]、五所川原市、同県西津軽郡深浦町、能代市、秋田県山本郡八竜町[注釈 3]、男鹿市、同県南秋田郡昭和町[注釈 4]
- 総延長 : 271.4 km（青森県 154.3 km、秋田県 117.1 km）重用延長を含む。[3][注釈 5]
- 重用延長 : 45.7 km（青森県 17.6 km、秋田県 28.1 km）[3][注釈 5]
- 未供用延長 : なし[3][注釈 5]
- 実延長 : 225.7 km（青森県 136.6 km、秋田県 89.0 km）[3][注釈 5]
  - 現道 : 191.8 km（青森県 103.1 km、秋田県 88.7 km）[3][注釈 5]
  - 旧道 : 3.3 km（青森県 3.0 km、秋田県 0.3 km）[3][注釈 5]
  - 新道 : 30.6 km（青森県 30.6 km、秋田県 - km）[3][注釈 5]
- 指定区間：青森市長島二丁目12番2 - 同市浪岡大字大釈迦字沢田113番20、能代市字芝童森5番19 - 秋田県山本郡三種町鵜川字帆出30番2、秋田市金足岩瀬字小川瀬31番1 - 同市八橋南二丁目233番98（国道7号と重複する区間）[4]
  - 青森市浪岡大字徳才子字山本105番59 - つがる市柏稲盛岡本97番1（五所川原市大字福山字広富208番1から同市字本町36番7を経てつがる市柏稲盛岡本97番1までを除く：浪岡五所川原道路・五所川原西バイパス）
  - 青森県つがる市柏稲盛岡本97番1 - 同市木造越水長谷川162番4（同区間の現道を除く：柏浮田道路）
  - 青森県西津軽郡鰺ヶ沢町大字北浮田町字平野234番1 - 同郡鰺ヶ沢町大字舞戸町字鳴戸384番6（同郡鰺ヶ沢町大字北浮田町字平野234番1から同郡鰺ヶ沢町大字北浮田町字今須浜田25番1を経て同郡鰺ヶ沢町大字舞戸町字鳴戸384番6までを除く：鰺ヶ沢道路）

## 歴史
国道指定当初は、青森市から秋田県能代市の国道7号交点までの国道であったが、1993年（平成5年）の国道の改正により、男鹿半島を経由し秋田市まで延伸された。男鹿半島内の区間は当初、男鹿市の五里合・脇本地区や南秋田郡昭和町大久保地区（現在の潟上市昭和大久保）などでは、幹線道路を外れて住宅街などの狭隘路を縫って行く、ルートが非常にわかりづらい国道であった。現在は、それらの旧道区間をパスするバイパス道路が国道指定され、狭隘路区間は県道や市道に降格されている。

### 年表
- 1953年（昭和28年）5月18日 - 二級国道101号青森能代線（青森市 - 能代市）として指定施行[7]。
- 1965年（昭和40年）4月1日 - 道路法改正により一級・二級区分が廃止されて一般国道101号として指定施行[2]。
- 1977年（昭和52年）8月 - 青森県五所川原市内の一方通行規制開始[8]。
- 1989年（平成元年）8月30日 - 12時をもって、青森県五所川原市内の一方通行解除[9]。
- 1993年（平成5年）4月1日 - 終点側を延伸して一般国道101号（青森市 - 秋田市）として指定施行[10]。
- 2018年（平成30年）6月8日 - 生鼻崎（おいばなさき）トンネルが斜面崩落の恐れがあるため、全面通行止め。生鼻崎第二トンネルを使って対面通行を実施[11]。
- 2020年（令和2年）
  - 8月20日 - 同日15時から、同年12月28日14時[要出典]まで、青森県五所川原市の湊大橋（JR五能線の跨線橋）の融雪工事（無水化）のため、湊大橋が通行止め[12][13]。工事期間中は、国道339号（現道・バイパス）などへ迂回する。
  - 12月15日 - 生鼻崎トンネルの災害復旧工事が完了[14]。
- 2022年（令和4年）8月9日 - 集中豪雨により深浦町北金ケ沢地内で通行止め[15]。

### 旧道
- 青森県
  - 青森県道245号稲盛千代町山田線 : つがる市柏稲盛 - 同市森田町山田
  - 青森県道267号山田鰺ケ沢線 : つがる市森田町山田 - 西津軽郡鰺ヶ沢町北浮田町
- 秋田県
  - 秋田県道154号椿台小入川線 : 山本郡八峰町八森字椿台 - 同町八森字滝の間
  - 秋田県道59号男鹿半島線 : 男鹿市船川港比詰 - 男鹿市脇本脇本字大石館[16]

## 路線状況

### バイパス
- E64 津軽自動車道（青森県）
  - 浪岡五所川原道路
  - 五所川原西バイパス
  - 柏浮田道路（事業中）
  - 鰺ヶ沢道路
- 田野沢バイパス（青森県）
- 追良瀬バイパス（青森県）
- 竹生バイパス（秋田県）

### 重複区間
- 国道7号（青森県青森市・青い森公園前（起点） - 青森市浪岡大字大釈迦字沢田）
- 国道7号（秋田県能代市・芝童森交差点 - 山本郡三種町・大曲交差点）
- 国道7号・国道285号（秋田県秋田市・高速入口交差点 - 秋田市・臨海十字路交差点（終点））

### 道の駅
- 青森県
  - もりた（つがる市）
  - ふかうら（西津軽郡深浦町）
- 秋田県
  - はちもり（山本郡八峰町）
  - みねはま（山本郡八峰町）
  - あきた港（秋田市・国道7号重複区間内）

## 地理

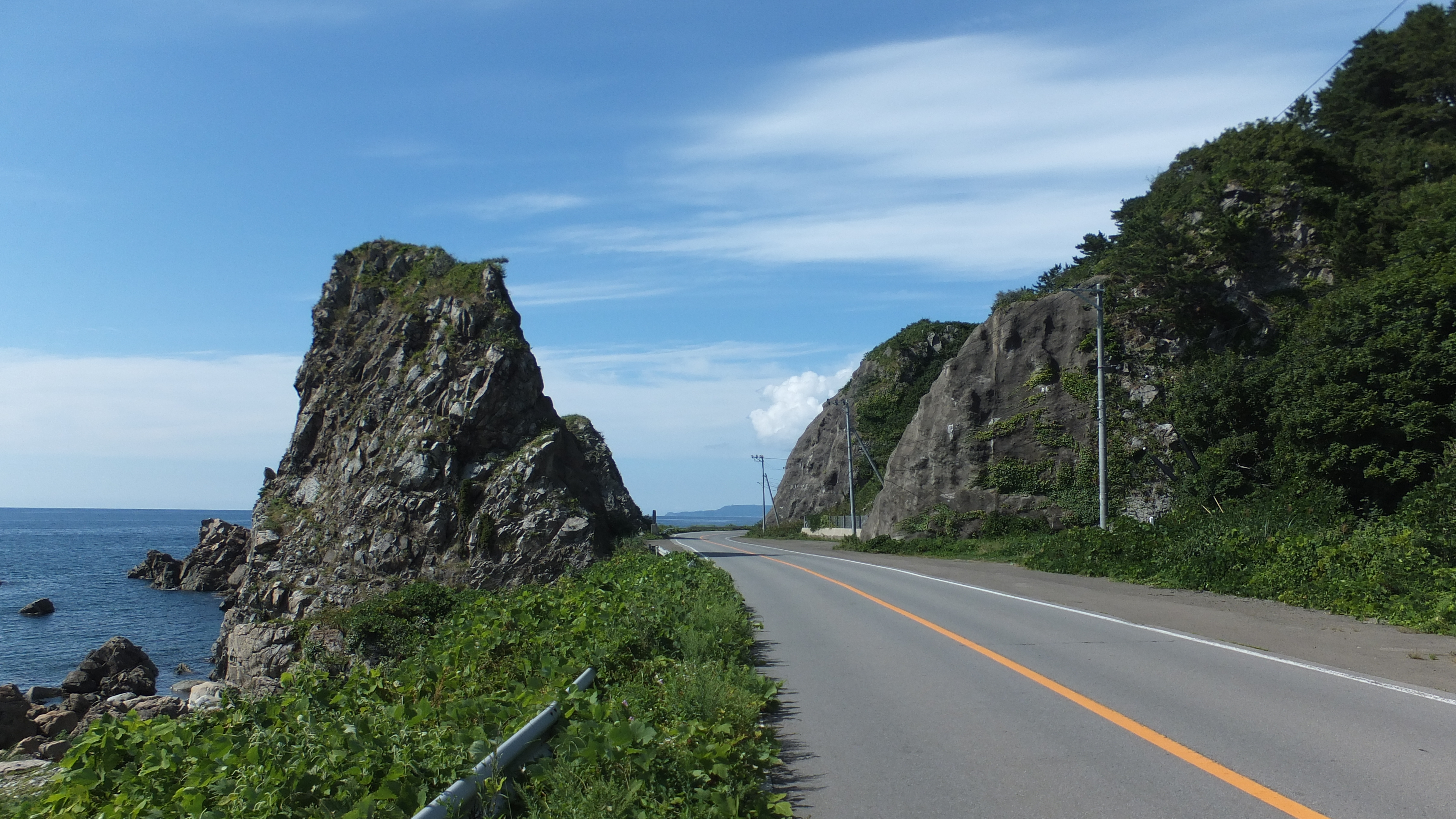
青森県深浦町（大間越海岸）

### 通過する自治体
- 青森県
  - 青森市 - 五所川原市 - つがる市 - 北津軽郡鶴田町[注釈 7] - つがる市 - 西津軽郡鰺ヶ沢町 - 西津軽郡深浦町
- 秋田県
  - 山本郡八峰町 - 能代市 - 山本郡三種町 - 男鹿市 - 潟上市 - 秋田市

### 交差する道路
- 青森県
  - 国道280号（青森市・上古川交差点）
  - 国道280号（青森市新城平岡）（※国道280号 = 内真部・蓬田バイパス）
  - 国道7号（青森市・大釈迦交差点）
  - 国道339号（五所川原市姥萢）
  - 国道339号（五所川原市栄町）
  - 東北自動車道浪岡IC（浪岡五所川原道路・国道7号交点）
  - 津軽自動車道（つがる柏IC）
- 秋田県
  - 国道7号（能代市・芝童森交差点）
  - 秋田自動車道（琴丘能代道路）（能代市能代南IC）
  - 秋田自動車道（琴丘能代道路）（三種町八竜IC）
  - 国道7号（山本郡三種町・大曲交差点）
  - 国道7号（秋田市・高速入口交差点）
    - 秋田自動車道（昭和男鹿半島IC）